# Раєн Мак-Донаф
Раєн Мак-Донаф (англ. Ryan McDonagh; 13 червня 1989, м. Арден-Гіллс, США) — американський хокеїст, захисник. Виступає за «Тампа-Бей Лайтнінг» у Національній хокейній лізі.
Виступав за «Кретін-Дарен Голл» (USHS), Університет Вісконсину (NCAA), «Коннектикут Вейл» (АХЛ), «Нью-Йорк Рейнджерс», «Тампа-Бей Лайтнінг».
В чемпіонатах НХЛ — 52 матчі (4+11), у турнірах Кубка Стенлі — 5 матчів (0+0).
У складі національної збірної США учасник чемпіонату світу 2011 (7 матчів, 0+1). У складі молодіжної збірної США учасник чемпіонату світу 2009. У складі юніорської збірної США учасник чемпіонату світу 2007.
Досягнення
- Срібний призер юніорського чемпіонату світу (2007).
- Володар Кубка Стенлі (2020, 2021).